# 傑克·奧康奈爾 (足球運動員)
傑克·威廉·奧康奈爾（英語：Jack William O'Connell；1994年3月29日—）是一位已退役英格蘭足球運動員，場上司职后卫，曾效力於賓福特。他也代表英格蘭U21國家足球隊參賽。

## 外部連結
- Jack O'Connell profile （页面存档备份，存于） at Brentford F.C.
- 足球数据库：傑克·奧康奈爾的球员统计数据